# Scarlett Finn
Scarlett Finn (Toronto, 25 febbraio 2002) è una nuotatrice artistica canadese.

## Biografia
Nata a Toronto nel 2002, inizia a praticare nuoto sincronizzato a 9 anni per seguire la sua migliore amica, iniziando ad 11 anni a gareggiare a livello nazionale. 
Debutta a livello internazionale ai campionati panamericani juniores, in rappresentanza del Canada. Nel 2022 gareggia per la prima volta ai mondiali di nuoto, terminando a 7º posto nel team highlight, suo migliore risultato ai mondiali. 

## Palmarès

### Coppa del Mondo
- 7 podi:
  - 4 secondi posti (4 nella gara a squadre)
  - 3 terzi posti (3 nella gara a squadre)